# ساختار برخوردی

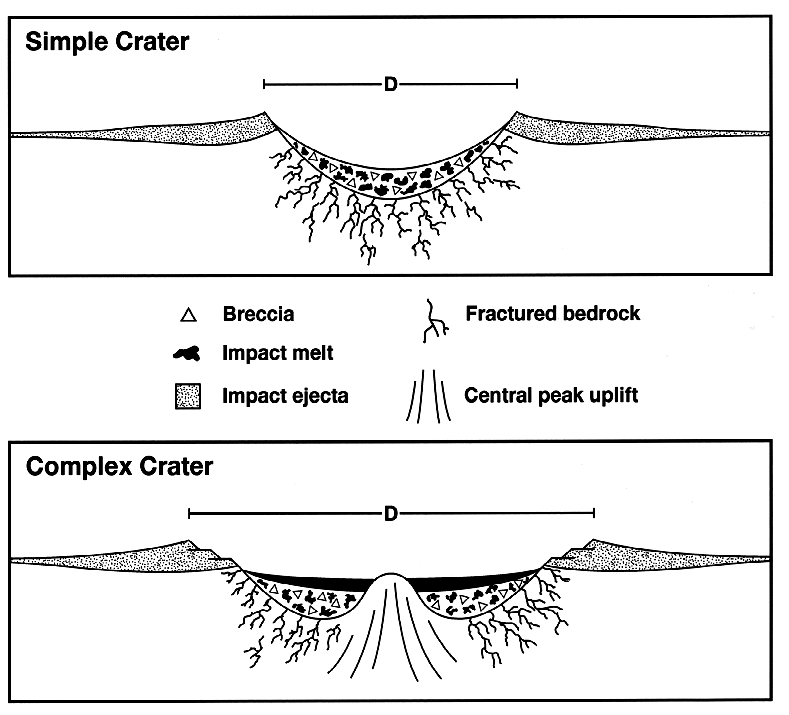
ساختار دهانه برخوردی.

ساختار برخوردی دهانهٔ فرسایش‌یافتهٔ حاصل از برخورد سنگ‌های آسمانی با زمین است که از طریق ساختار زمین‌شناختی و سنگ‌های به‌شدت ضربه‌دیده قابل شناسایی است.
به ساختار برخوردی، اخترداغ (astrobleme) هم گفته می‌شود.